# タンナ (映画)
『タンナ』（Tanna）は、南太平洋のタンナ島を舞台とした2015年のオーストラリア・バヌアツの映画である。『ロミオとジュリエット』に類似した手法が使われるこの映画は両親の決めた政略結婚に逆らったカップルの実話が基となっている。
第72回ヴェネツィア国際映画祭では観客賞（ピエトロ・バルチサ）を獲得した。第89回アカデミー賞外国語映画賞にはオーストラリア代表作として出品され、2017年1月に本戦ノミネートが発表された。

## 製作
映画は全編ロケーション撮影が行われた。キャストの多くは原住民が起用され、実生活と同様の役柄を演じさせており、ダイン役が選ばれた理由は彼が村で最もハンサムな男であると言われていたからであった。映画はNauvhalとNafe語で撮られている。キャストたちは自身の役割が「日常生活で慣れていることを行う」ことであったために撮影が難しいとは考えていなかった。演技の例として『十艘のカヌー』が上映された。

## 公開
2015年にサイクロン・パムが襲った直後に部族向けに特別上映会が開かれた 。同年9月に第72回ヴェネツィア国際映画祭で上映され、観客賞（ピエトロ・バルチサ）を獲得し、さらにベントレー・ディーンが撮影賞を獲得した。他にロンドン映画祭やアデレード映画祭で上映された。日本では2016年のSKIPシティ国際Dシネマ映画祭で上映された。

## 評価
Metacriticでの加重平均値は74/100となっている。

### 受賞とノミネート
| 賞                                     | 部門         | 候補                                                                 | 結果       | 参考          |
| -------------------------------------- | ------------ | -------------------------------------------------------------------- | ---------- | ------------- |
| AACTA賞                                | 作品賞       | マーティン・バトラー、ベントレー・ディーン、キャロライン・ジョンソン | ノミネート | [ 21 ]        |
| AACTA賞                                | 監督賞       | マーティン・バトラー、ベントレー・ディーン                           | ノミネート | [ 21 ]        |
| AACTA賞                                | 撮影賞       | ベントレー・ディーン                                                 | ノミネート | [ 21 ]        |
| AACTA賞                                | 作曲賞       | アントニー・パートス                                                 | 受賞       | [ 21 ]        |
| AACTA賞                                | 音響賞       | ジェームズ・アシュトン、エマ・ボルティニョン、マーティン・バトラー   | ノミネート | [ 21 ]        |
| アカデミー賞                           | 外国語映画賞 | マーティン・バトラー、ベントレー・ディーン                           | ノミネート | [ 22 ] [ 23 ] |
| アフリカン・アメリカン映画批評家協会賞 | 外国語映画賞 | マーティン・バトラー、ベントレー・ディーン                           | 受賞       | [ 24 ]        |
| FCCA賞                                 | 作品賞       | マーティン・バトラー、ベントレー・ディーン、キャロライン・ジョンソン | ノミネート |               |
| FCCA賞                                 | 音楽賞       | アントニー・パートス                                                 | 受賞       |               |
| FCCA賞                                 | 撮影賞       | ベントレー・ディーン                                                 | ノミネート |               |
| FCCA賞                                 | 編集賞       | タニア・ネーム                                                       | ノミネート |               |
| SKIPシティ国際Dシネマ映画祭2016        | 監督賞       | マーティン・バトラー、ベントレー・ディーン                           | 受賞       | [ 25 ]        |